# Видимость графена

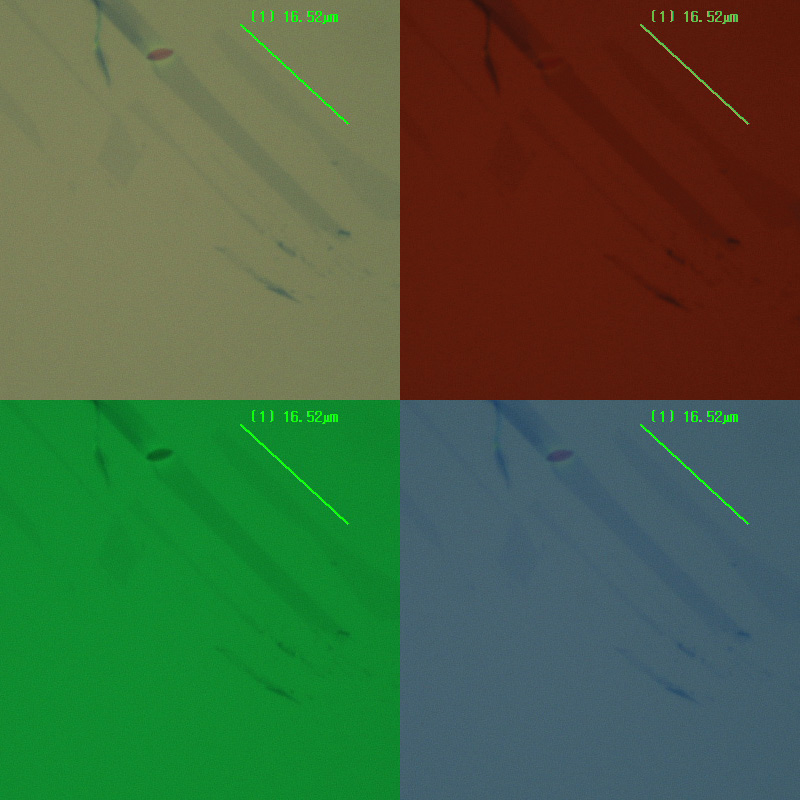
Изображение графена на поверхности окисленного кремния с толщиной диэлектрика 300 нм в оптическом микроскопе при использовании белого света, красного, зелёного и синего фильтров.

Видимость графена на подложке является важным вопросом, который надо решить для нахождения графена. Так как графен получают, в основном, при помощи механического отшелушивания графита и впоследствии осаждают на подложку окисленного кремния (SiO2/Si) без фиксации позиции на поверхности подложки, то необходимо сначала найти кусочки на поверхности. Поскольку графен имеет толщину всего в один атом важно выбрать наиболее благоприятные для поиска в оптический микроскоп условия (например, частоту волны света, толщину диэлектрика, угол наблюдения).
Расчёт с использованием формул Френеля при учёте многократных отражений от границ раздела сред показал, что наиболее выгодными для использования в видимом диапазоне света являются толщины диэлектрика 100 нм и 300 нм. В настоящее время используются подложки кремния с толщиной диэлектрика 300 нм.
Несмотря на то, что толщина графена составляет один атом, оптические свойства свободного графена таковы, что его прозрачность определяется только постоянной тонкой структуры. (см. Постоянная тонкой структуры (графен))